# Литижское сельское поселение
Лити́жское сельское поселение — муниципальное образование в юго-восточной части Комаричского района Брянской области.
Административный центр — село Литиж.

## История
Образовано в результате проведения муниципальной реформы в 2005 году, путём слияния дореформенных Литижского, Глядинского, Евдокимовского и Хлебтовского сельсоветов.

## Население
| 2010  | 2011  | 2012  | 2013  | 2014  | 2015  | 2016  |
| ----- | ----- | ----- | ----- | ----- | ----- | ----- |
| 1590  | ↘1578 | ↘1493 | ↘1401 | ↘1331 | ↘1290 | ↘1261 |
| 2017  | 2018  | 2019  | 2020  | 2021  |       |       |
| ↘1236 | ↘1227 | ↘1204 | ↘1197 | ↗1263 |       |       |

## Населённые пункты
| №  | Населённый пункт | Тип     | Население |
| -- | ---------------- | ------- | --------- |
| 1  | Владимировка     | посёлок | ↘342      |
| 2  | Глядино          | село    | ↘13       |
| 3  | Громыши          | посёлок | →1        |
| 4  | Дедоводье        | посёлок | ↘34       |
| 5  | Дерюгина         | деревня | ↘161      |
| 6  | Евдокимовка      | село    | ↘266      |
| 7  | Заречье          | посёлок | →0        |
| 8  | Каменец          | посёлок | ↘0        |
| 9  | Кубань           | деревня | ↘12       |
| 10 | Кузнецовка       | посёлок | ↗33       |
| 11 | Липовец          | посёлок | →0        |
| 12 | Литиж            | село    | ↘290      |
| 13 | Ляхова Поляна    | посёлок | →0        |
| 14 | Мальцевский      | посёлок | →0        |
| 15 | Надельный        | посёлок | →0        |
| 16 | Новолозовой      | посёлок | →0        |
| 17 | Новомихайловский | посёлок | ↘54       |
| 18 | Починок-Алешок   | деревня | ↘5        |
| 19 | Причиж           | деревня | ↘15       |
| 20 | Прогресс         | посёлок | →0        |
| 21 | Прудище          | посёлок | →0        |
| 22 | Прудки           | село    | →0        |
| 23 | Рекорд           | посёлок | →7        |
| 24 | Семич            | посёлок | →0        |
| 25 | Соколовский      | посёлок | ↘3        |
| 26 | Хлебтово         | село    | ↘164      |
| 27 | Шагаровский      | посёлок | →0        |
| 28 | Широкая Лужа     | посёлок | →1        |

### Упразднённые населённые пункты
| № | Населённый пункт | бывший статус | Население |
| - | --- | ------------- | --------- |
| 1 | Казарма, упразднена Законом Брянской области от 26.09.2022 № 71-З «Об упразднении населенных пунктов Клетнянского, Комаричского, Навлинского и Почепского районов Брянской области» | ж.д. станция  | →0        |